# Badister collaris
Badister collaris – gatunek chrząszcza z rodziny biegaczowatych i podrodziny dzierowatych.

## Taksonomia
Gatunek ten opisany został po raz pierwszy w 1844 roku przez Wiktora Moczulskiego na łamach „Mémoires présentés à l'Académie Impériale des Sciences de St.-Pétersbourg par divers savans et lus dans ses Assemblées”.

## Morfologia
Chrząszcz o wydłużonym ciele długości od 4,2 do 5,6 mm.
Głowa jest węższa niż u B. dilatatus, wyraźnie węższa od przedplecza, brunatnoruda do ciemnobrunatnej. Czułki są brunatnożółte z przyciemnieniem przed szczytem. Warga górna jest na przedniej krawędzi ostro, V-kształtnie wycięta. Aparat gębowy ma żuwaczki o lekko tylko przed szczytem zakrzywionych krawędziach zewnętrznych, niesymetryczne, lewa ma wykrojoną krawędź wewnętrzną, natomiast prawa nie ma wykrojenia na krawędzi zewnętrzno-grzbietowej. Głaszczki są brunatnożółte, a ostatni człon tych szczękowych jest spiczasty.
Przedplecze ma nieco zmienny, trochę sercowaty kształt, bywając od 1,14 do 1,56 raza szersze niż dłuższe. Jest zwykle krótsze niż u B. dilatatus, szersze niż u B. peltatus, słabiej ku zauważalnie zaznaczonym kątom tylnym niż u B. peltatus zwężone. Ubarwienie ma brunatnorude do brunatnoczarnego, czasem jaśniejsze od pokryw, z krawędziami bocznymi żółtobrunatnie lub rudobrunatnie obwiedzionymi szerzej niż u B. peltatus. Pokrywy są brunatnorude do brunatnoczarnych z żółtobrunatnymi lub rudobrunatnymi szwem i obrzeżeniem krawędzi bocznych. Mają spłaszczone międzyrzędy, delikatniej niż u B. peltatus zaznaczone rzędy oraz dysk z delikatną, poprzeczną mikrorzeźbą. Za tarczką znajduje się co najwyżej płytki wcisk. Powierzchnie pokryw mają po jednym chetoporze (punkcie szczecinkowym) przytarczkowym i po dwa (rzadziej trzy) chetopory dyskalne. Skrzydła tylnej pary są w pełni wykształcone. Na spodzie ciała epipleury są w całości żółtobrązowe, jaśniejsze od episternitów zatułowia. Odnóża mają kolor brunatnożółty z lekkim przyciemnieniem.
Genitalia samca cechują się edeagusem o małym wcięciu na spodzie wierzchołka i małym, ostrym ząbku wyraźnie od wierzchołka oddalonym.

## Ekologia i występowanie
Owad rozmieszczony na nizinach. Higrofil. Zamieszkuje niezacienione, porośnięte roślinnością pobrzeża wód o charakterze bagnistym lub mulistym, mokradła oraz torfowiska niskie i przejściowe. Postacie dorosłe aktywne są od wiosny do jesieni i stanowią stadium zimujące. Przylatują do sztucznych źródeł światła.
Gatunek palearktyczny.  Europie znany jest z Portugalii (w tym Azorów), Hiszpanii, Irlandii, Wielkiej Brytanii, Francji, Belgii, Holandii, Niemiec, Szwajcarii, Austrii, Włoch, Danii, Szwecji, Finlandii, Polski, Czech, Słowacji, Węgier, Białorusi, Ukrainy, Mołdawii, Rumunii, Bułgarii, Słowenii, Chorwacji, Bośni i Hercegowiny, Serbii, Czarnogóry, Albanii, Macedonii Północnej oraz europejskiej części Rosji. W Afryce Północnej stwierdzony został z Maroka. W Azji podawany jest z syberyjskiej części Rosji, anatolijskiej części Turcji, Libanu, Izraela, Syrii, Gruzji, Armenii, Kazachstanu, Uzbekistanu, Iraku, Iranu oraz Chin.
W Polsce znany jest tylko z wschodniej części Pobrzeża Bałtyku i zachodniej części Pojezierza Mazurskiego. W Czechach i na Słowacji miejscami bywa pospolity.